# 铅厂镇
铅厂镇，是中华人民共和国江西省赣州市崇义县下辖的一个乡镇级行政单位。

## 行政区划
铅厂镇下辖以下地区：
铅厂村、石罗村、义安村、石底河村和稳下村。